# Aeolothrips fasciatus
Aeolothrips fasciatus är en insektsart som först beskrevs av Carl von Linné 1758.  Aeolothrips fasciatus ingår i släktet Aeolothrips och familjen rovtripsar. Arten är reproducerande i Sverige. Inga underarter finns listade i Catalogue of Life.